# Каптерева, Татьяна Павловна
Татья́на Па́вловна Ка́птерева (Каптерева-Шамбинаго; 15 августа 1923, Москва — 26 мая 2019, там же) — советский и российский искусствовед, специалист по истории искусства стран Пиренейского полуострова, в особенности Испании, а также стран Северной Африки, заслуженный деятель искусств РСФСР (1988), действительный член АХ СССР (1991), доктор искусствоведения, профессор.

## Биография
Дочь П. Н. Каптерева (1889—1955), внучка Н. Ф. Каптерева (1847—1917) и С. К. Шамбинаго (1871—1948).
В течение двадцати лет заведовала отделом истории зарубежного искусства в Научно-исследовательском институте теории и истории изобразительных искусств (АХ).
В 1999 году награждена орденом Дружбы.
В 2003 году вышел сборник статей «Грани творчества», посвящённый 80-летию учёного.
Похоронена на Новодевичьем кладбище.